# マネートレイン (1995年の映画)
『マネートレイン』（Money Train）は、1995年のアメリカ合衆国のアクション映画。日本公開は1996年4月。

## ストーリー
ニューヨークを舞台におとり捜査官の黒人と白人の乳兄弟の友情を描く。タイトルは地下鉄を運営する公団が路線の売上金を各駅から集金して廻るために走らせる「時刻表に載らない」列車を指す。アメリカの強盗が狙う最高の獲物とは「アメリカ陸軍の守るフォートノックスの金塊」「マフィアの縄張りとされるラスベガスの売上金」、そして「四方を壁に囲まれ脱出不可能な地下鉄のマネートレイン」である。

## 登場人物
ジョン
「トランジット・コップ」（地下鉄公安のおとり捜査官）を務める乳兄弟コンビの兄（黒人）。
優等生ゆえか、チャーリーのしりぬぐいをすることが多く、それもあってパターソンにも疎まれている。
チャーリーがパターソンの鼻をへし折りたいと提案する「マネートレイン強盗作戦」を冗談半分に聞いていたが、本当に実行する事を知り驚愕。
グレースに「チャーリーを助けてあげて」と云われ、チャーリーを救出するためにマネートレインの現場に向かう。
チャーリー
ジョンの相棒で、乳兄弟コンビの弟（白人）。
劣等生で、ギャンブルの借金がある。パターソンには煙たがられている。二人とも免職になったので、ジョンに「お前のせいだ！」と激高される。
パターソンによってジョンと共に免職になったことで、パターソンを恨む勢いでマネートレインを襲撃（相手はチャーリーが覆面しているので知らない）。
グレース・サンチャゴ
ヒスパニック系の新任の捜査官、乳兄弟とパターソンには黙っていたが、実は役職的にパターソンより上にあたる。
乳兄弟コンビと仲良くなり、二人に惚れられる。彼女自身は、乳兄弟二人とも大切な友達にしたいと思っている。
マネートレイン襲撃事件において、パターソンの手段を問わず危険な検挙の仕方に憤慨、パターソンを逮捕する。
ドナルド・パターソン
ＭＴＡ（市交通局）局長で、乳兄弟コンビの上司にあたるが、人命よりマネートレインが大事な困った人。
マネートレイン襲撃事件では、（乳兄弟を含めた）先行車両の乗客の危険も省みず強奪を阻止せんとするが、ついにマネートレインは脱線。
運転士に激怒され、グレースによって逮捕される。
トーチ
放火魔。地下鉄を放火して、職員たちを殺そうとしたので乳兄弟コンビによって返り討ちに会う。
だが、その返り討ちで絶命してしまい、それを原因でパターソンに免職処分を言い渡される。
ブラウン
チャーリーがとばくで借金をしているマフィア。
ジョンを巻き込んで、暴力に訴えての返済要求の上、パターソンに免職されたことでチャーリーが追い詰められ、マネートレイン強盗へ。

## キャスト
| 役名                 | 俳優                     | 日本語吹替                                                                                  | 日本語吹替 | 日本語吹替 | 日本語吹替 |
| 役名                 | 俳優                     | ソフト版                                                                                    | フジテレビ版 | テレビ朝日版                                                                                                  | 機内上映版 |
| -------------------- | ------------------------ | ------------------------------------------------------------------------------------------- | --- | --- | ---------- |
| ジョン               | ウェズリー・スナイプス   | 江原正士                                                                                    | 大塚明夫 | 江原正士 | 山寺宏一   |
| チャーリー           | ウディ・ハレルソン       | 安原義人                                                                                    | 山寺宏一 | 山路和弘 |            |
| グレース・サンチャゴ | ジェニファー・ロペス     | 相沢恵子                                                                                    | 勝生真沙子 | 山像かおり |            |
| ドナルド・パターソン | ロバート・ブレイク       | 佐々木梅治                                                                                  | 内海賢二 | 大塚周夫 |            |
| 放火魔のトーチ       | クリス・クーパー         | 笹岡繁蔵                                                                                    | 納谷六朗 | 諸角憲一 |            |
| ライリー             | ジョー・グリファシ       | 喜多川拓郎                                                                                  | 荒川太郎 | 大滝進矢 |            |
| ブラウン             | スコット・ソワーズ       | 秋元羊介                                                                                    | 金尾哲夫 | 島香裕 |            |
| コワルスキー         | スキップ・サダス         | 伊藤和晃                                                                                    | 小室正幸 | 廣田行生 |            |
| フランク             | ヴィンセント・パトリック | 石波義人                                                                                    | 宝亀克寿 | 秋元羊介 |            |
| ドゥーリー           | エンリコ・コラントーニ   | 福田信昭                                                                                    | 大友龍三郎 | 江川央生 |            |
| その他               | N/A                      | 伊井篤史 成田剣 福田信昭 大黒和広 堀越真己 鳥海勝美 磯辺万沙子 棚田恵美子 金沢映子 松下亜紀 | 武政弘子 大原さやか 大友龍三郎 立木文彦 田尻ひろゆき 菊池いづみ 土屋利秀 田原アルノ さとうあい 小野健一 中田和宏 堀之紀 田中一成 華村りこ 稲葉実 | 江川央生 藤生聖子 藤貴子 関口英司 岡野浩介 伊藤栄次 坂口賢一 幸田夏穂 佐藤晴男 荒井静香 小林沙苗 田尻ひろゆき |            |
| 日本語版制作スタッフ |                          |                                                                                             | | |            |
| 演出                 | 演出                     | 松川陸                                                                                      | 岡本知 | 清水勝則 |            |
| 翻訳                 | 翻訳                     | 植田尚子                                                                                    | 松崎広幸 | 武満真樹 |            |
| 調整                 | 調整                     | 蝦名恭範                                                                                    | 飯塚秀保 | 荒井孝 |            |
| 効果                 | 効果                     |                                                                                             | VOX | 南部満治 |            |
| プロデューサー       | プロデューサー           | 吉岡美惠子 岩見純一                                                                         | | 清水祐美 圓井一夫                                                                                             |            |
| 制作                 | 制作                     | ACクリエイト                                                                                | グロービジョン | ザック・プロモーション                                                                                        |            |
| 初回放送             | 初回放送                 | N/A                                                                                         | 2000年5月13日 『ゴールデン洋画劇場』 | 2001年9月9日 『日曜洋画劇場』                                                                                 |            |

・再放送はフジテレビ版の吹替が使用されることが多い

## スタッフ
- 監督 - ジョセフ・ルーベン
- 脚本 - ダグ・リチャードソン、デイヴィッド・ローリー
- 製作 - ニール・カントン、ジョン・ピーターズ
- 製作総指揮 - トレイシー・バローン、アダム・フィールズ、フレデリック・S・ピアース
- 撮影監督 - ジョン・リンドリー
- プロダクションデザイナー - ビル・グルーム
- 編集 - ジョージ・ボワーズ、A.C.E.、ビル・パンコウ
- 衣裳デザイン - ルース・E・カーター
- 音楽 - マーク・マンシーナ
- キャスティング - フランシーヌ・メイズラー
- 日本語字幕 - 菊地浩司